# Omar Fierro
Omar Fierro (Cidade do México, 10 de outubro de 1963) é um ator, diretor, produtor e apresentador de televisão mexicano. 

## Biografia
Sua carreira começou em 1984 no filme Cachún Cachún ra-ra!! (Uma louca, louca, colegial) e mais tarde fez sua estreia na televisão na novela Vivir un poco na Televisa. 
Em 1987 interpretou um dos jovens da novela Quinceañera. 
Em 1988 conseguiu seu primeiro papel principal na novela Amor en silencio, que lhe rendeu o reconhecimento do público e da crítica. 
Em 1989, repetiu a parceria com Carla Estrada e protagonizou a novela Cuando llega el amor, ao lado de Lucero. 
Em 1995 obteve seu primeiro papel antagônico estelar em Si Dios me quita la vida. Após o fim desse projeto, deixou as fileiras da Televisa para ir para a Colômbia para se juntar às fileiras da Caracol Televisión de Colombia no papel principal La sombra del deseo. 
Três anos depois voltou ao México e ingressou na TV Azteca, obtendo papéis principais em Tentaciones, Tres veces Sofía e depois estreando como apresentador e produtor de concursos e programas de televisão de culinária.
Em 2018 voltou a atuar nas fileiras da Televisa para participar de novelas com o papel principal de Hijas de la luna produzida por Nicandro Díaz.

## Filmografia

### Telenovelas
- Mi fortuna es amarte (Televisa, 2021-2022) .... Elías Haddad Nassar
- La mexicana y el güero (Televisa, 2020-2021) .... Agustín Gastelum
- Te doy la vida (Televisa, 2020) .... Horacio Villaseñor Correa
- La doña (Telemundo, 2020) .... Rubén Pérez
- Cita a Ciegas (Televisa, 2019) ....  Ángel "Angelito" Cabrera Duquesa
- Hijas de la luna (Televisa, 2018) .... Juan Oropeza
- Tanto amor (Tv azteca) .... Jesús
- Corazón en condominio  (TV Azteca, 2013) .... Don Gervasio
- Daniel y Sofia (TV Azteca, 2012) .... Dionisio Riquerón Caballero
- La mujer de Judas (TV Azteca, 2012) .... Bruno Cervantes Lara
- Emperatriz (TV Azteca, 2011) .... Armando Mendoza
- La loba (TV Azteca, 2010) .... Ignacio Alcázar
- Vuélveme a querer (TV Azteca, 2009) .... Samuel Montesinos
- Vivir por ti (TV Azteca, 2008) .... Roberto
- La ley del silencio (Telemundo, 2005) .... Francisco
- Lo que callamos las mujeres (TV Azteca, 2001).... Guillermo
- La calle de las novias (TV Azteca, 2000) .... Manuel Ortega
- Julius (Caracol TV, 1999) .... Santiago
- Tres veces Sofía (TV Azteca, 1998) .... Federico Vidaurri
- Tentaciones (TV Azteca, 1998) .... Martín Farías
- Prisioneros del amor (Caracol TV, 1997) .... Pietro Calilleri
- La sombra del deseo (Caracol TV, 1995) .... Alejandro
- Si Dios me quita la vida (Televisa, 1996) .... Alfredo Román
- Más allá del puente (Televisa, 1994) .... Felipe
- Sueño de amor (Televisa, 1993) .... Antonio
- Cuando llega el amor (Televisa, 1990) .... Luis Felipe Ramírez
- Mi pequeña Soledad (Televisa, 1990) .... Carlos Arizmendi
- Lo blanco y lo negro (Televisa, 1989) .... Raúl Alcázar
- Amor en silencio (Televisa, 1988) .... Ángel Trejo
- Quinceañera (Televisa, 1987) .... Arturo
- Pobre señorita Limantour (Televisa, 1987)
- Monte calvario (Televisa, 1986) .... Román
- Vivir un poco (Televisa, 1985)

### Cinema
- A oscuras me da risa (1995)
- A ritmo de salsa (1994)
- Yo, tú, él, y el otro (1993)
- Reto a la ley (1993)
- Inferno em Chamas: Vida Depois da Morte .... Estevão (1993)
- S.I.D.A., síndrome de muerte (1993) .... Edgar
- Noches de ronda (1992) .... Ramon Esparza
- Soy libre (1992) coprotagonista de Yuri
- Revancha implacable (1992)
- Perros de presa (1992)
- El tigre de la frontera (1992)
- Anatomía de una violación (1992) .... Teniente
- Verano peligroso (1991) .... Luis Pinoncito
- Descendiente de asesinos (1991) .... Alberto Fonseca
- Donde quedó el colorado (1991)
- Dios se lo pague (1990)
- Lo inesperado (1990)
- Furia asesina (1990)
- Lamberto Quintero (1987) .... Jorge Balderrama
- Lavadores de dinero (1986)
- ¡¡Cachún cachún ra-ra!! (Una loca, loca, preparatoria) (1984)... "Los Titanes"

### Programas
- Vengache Pa'Ca (TV Azteca, 2008)
- ¿Quién Tiene Estrella? (TV Azteca, 2007)
- Por Fin El Fin (TV Azteca, 2007)
- Suegras (TV Azteca, 2007)
- Bienvenido a Casa (TV Azteca, 2007)
- De Buen Humor con Omar Fierro (TV Azteca, 2002)
- A Ganar con Omar (TV Azteca, 2001)
- Buenas Noches con Omar Fierro (TV Azteca, 1999)
- Jeopardy (TV Azteca, 1999)

### Teatro
- La pulga en la oreja
- Te pasaste de la raya
- A oscuras me da risa